# Pompei (miniserial)
Pompei este un miniserial TV italian în limba engleză din 2007. 
Filmul este o poveste de dragoste ce se desfășoară în momentele de dinaintea erupției Vezuviului din anul 79 AD.

## Descriere
Marcus se întoarce de la război în Pompeii și o găsește pe iubita sa, Valeria care, între timp, a ajuns sclava unuia dintre conducătorii orașului, Chelidon. Încercând să o elibereze, Marcus află despre un complot condus de Chelidon și care îl avea ca țintă pe împăratul Titus Flavius. Dar planurile nu mai sunt duse la final deoarece la 24 august 79 Pompeiul este distrus de erupția Vezuviului. Foarte puțini oameni supraviețuiesc (printre ei aflându-se Marcus și Valeria). 
Producția serialului a avut loc în mare parte în Studiourile Empire. Erupția vulcanului a beneficiat de efecte 3D și tehnologie de ultimă oră.

## Regie, scenariu, gen
| Regia       | Scenariu          | Gen                         |
| ----------- | ----------------- | --------------------------- |
| Giulio Base | Francesco Arlanch | Istoric, Romantic, Dragoste |

## Distribuție

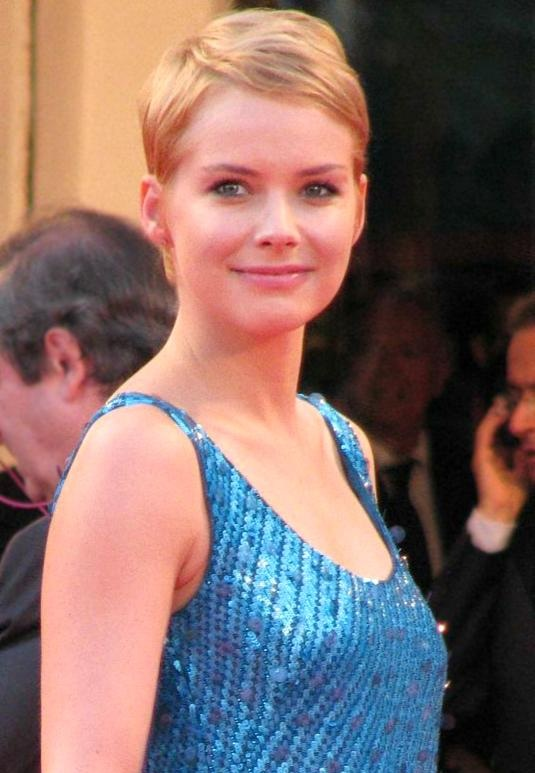
Andrea Osvárt

În lista următoare sunt doar personajele principale.
| Actor                  | Personaj            |
| ---------------------- | ------------------- |
| Maria Grazia Cucinotta | Lavinia             |
| Giuliano Gemma         | Tito                |
| Andrea Osvart          | Valeria             |
| Lorenzo Crespi         | Marcos              |
| Giulio Base            | Plinios             |
| Maurizio Aiello        | Tiberio (Tiberius)  |
| Sergio Fiorentini      | Cornelius(Cornelio) |
| Massimo Venturiello    | Chelidone           |
| Luigi Di Fiore         | Aulo                |
| Vincenzo Bocciarelli   | Aniceto             |
| Francesco Pannofino    | Cuspio              |